# 2S43マルバ 152mm自走榴弾砲
2S43マルヴァ（ロシア語: 2С43 Мальва）は、ロシアの装輪式自走榴弾砲である。マルヴァはゼニアオイの意。

## 概要
2S43は2019年にドラフト案が公開され、2020年のアルミヤ2020によってプロトタイプが展示された。その後の2023年5月には、ロシア国防省のテストに合格したと発表がなされた。また、2022年ロシアのウクライナ侵攻に2S43の最初のバッチが投入され、既に前線に配備されているとの情報も存在する。
2S43はBAZ-6010-027 8x8トラックをベースとし、2S19ムスタ-Sと同様の47口径2A64 152mm榴弾砲が搭載されている。射程は最大24.5km、輸送が可能な砲弾は30発である。最高速度は80km/h、重量は32トンとなっており、空輸が可能となっている。また、2S43はMRSI(同時着弾)能力を備えている。
2S43はロシアが正式に採用した自走砲としては初の装輪式自走榴弾砲であり、2S43が登場する以前にも2S35 コアリツィヤ-SV KShがプロトタイプとして公開されていたが、十年が経過した今も採用には至っていない。

## 2S44 ギアツィント-K

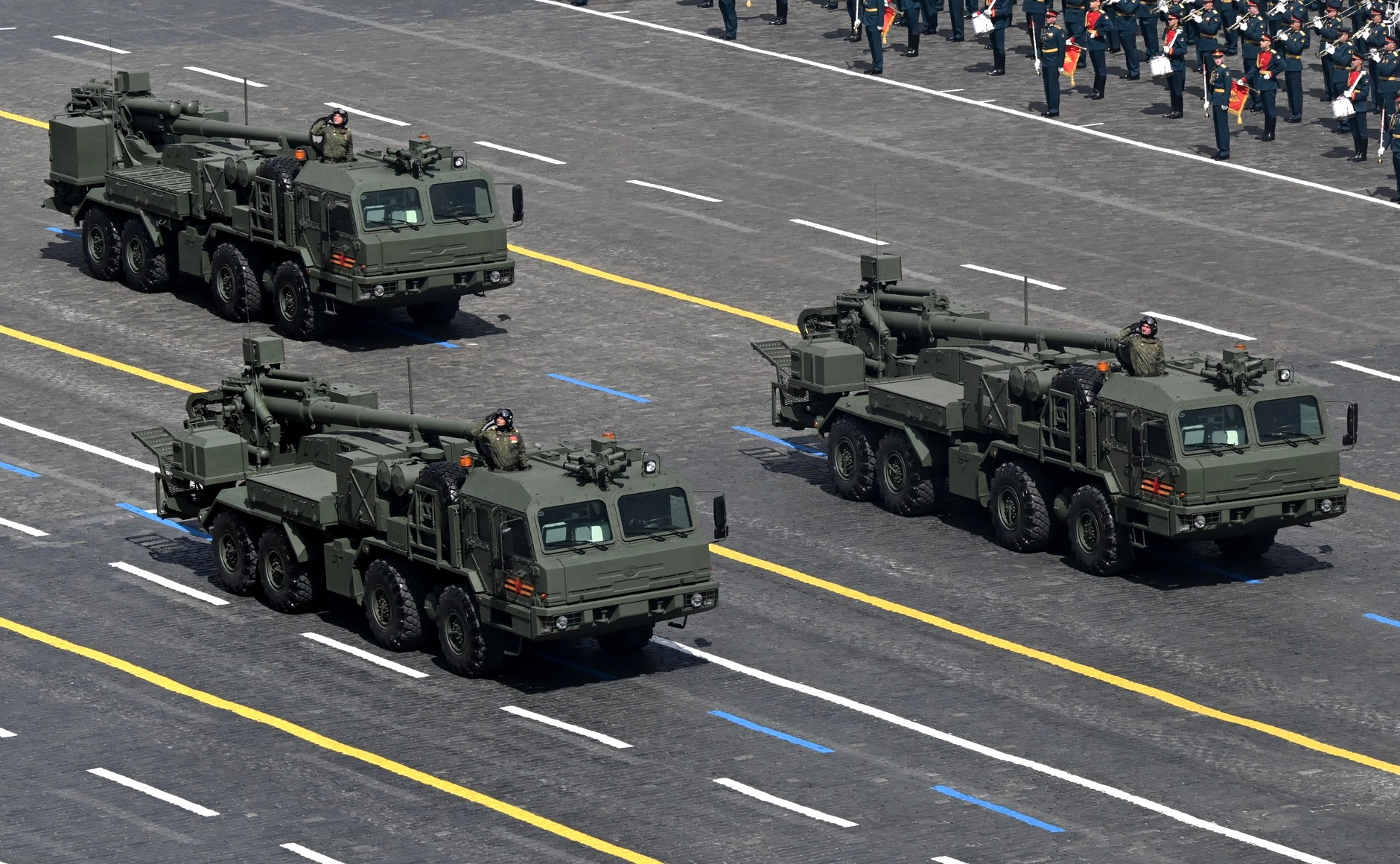
ギアツィント（手前2両）とマルヴァ（後方）

2S44 ギアツィント-K（ロシア語: 2С44 Гиацинт-К）は、マルヴァの発展改良型で、車体は共通で外見上の相違はあまりないが、2A36 152mm榴弾砲を搭載し長射程化を実現している。
開発は2024年に始まり、2025年2月にはウクライナで実戦投入される様子が国営テレビで放送された。また、同年5月の独ソ戦戦勝記念パレードでは赤の広場をマルヴァとともに行進している。ギアツィントの名は2S5ギアツィントに次いで2代目の採用である。

## 火砲諸元・性能
出典: https://mil.in.ua/en/news/russian-federation-completed-the-test-of-the-2s43-malva-self-propelled-guns/
諸元
- 種別: 自走榴弾砲
- 口径: 152mm
- 砲身長: 47口径長

作動機構
- 砲尾: 垂直鎖栓式閉鎖機

性能
- 俯仰角: -3~+70°
- 旋回角: 左右30°まで
- 最大射程: 24.5km
- 発射速度: 7発/分

砲弾・装薬
- 弾薬: 分離式装薬
- 砲弾: 榴弾・RAP弾

|          | 19式         | アーチャー  | カエサル          | ATMOS                         | ダナ                                  | ノーラ B-52                                  | G6-52       | 2S22         | RCH 155         | マルヴァ     |
| -------- | ------------ | ----------- | ----------------- | ----------------------------- | ------------------------------------- | -------------------------------------------- | ----------- | ------------ | --------------- | ------------ |
| 画像     |              |             |                   |                               |                                       |                                              |             |              |                 |              |
| 全長     | 11.21m       | 14.1m       | 10.0m             | 9.5m(本体)                    | 11.1m                                 | 11.0m                                        | 10.4m       | ?            | 10.4m           | 13.0m        |
| 全幅     | 2.5m         | 3.0m        | 2.55m             | 2.55m(本体)                   | 3.0m                                  | 2.95m                                        | 3.5m        | ?            | 2.99m           | 2.75m        |
| 全高     | 3.4ｍ        | 3.3-3.9m    | 3.7m              | ?                             | 2.85m                                 | 3.45m                                        | 3.4m        | ?            | 3.6m            | 3.1m         |
| 重量     | 25t以下      | 33.5t       | 17.7t             | 22t(参考)                     | 29t                                   | 34t(K-I) 25t(K2)                             | 46.5t       | 28t          | 39t以下         | 32t          |
| 最高速度 | 90km/h       | 65km/h      | 100km/h           | 80km/h(道路上) 30km/h(不整地) | 80km/h                                | 90km/h(道路上) 25km/h(砂利道) 15km/h(不整地) | 85km/h      | ?            | 100km/h(道路上) | 80km/h       |
| 乗員数   | 5名          | 3-4名       | 5名 （緊急時3名） | 4-6名                         | 5名                                   | 3-5名                                        | 3-5名       | 5名          | ?               | 5名          |
| 主砲     | 52口径155mm  | 52口径155mm | 52口径155mm       | 52口径155mm                   | 36.6口径152mm                         | 52口径155mm (砲室23L または25L)              | 52口径155mm | 52口径155mm  | 52口径155mm     | 47口径152mm  |
| 副武装   | －           | RWS×1       | －                | －                            | 7.62mm機銃 または 7.62mm/ 12.7mm RCWS | －                                           | －          | －           | －              | －           |
| 最大射程 | 不明         | 60km        | 50km              | 41km                          | 28km                                  | 58km 67km                                    | 67km        | 35-40km      | 40km            | 24.5km       |
| 発射速度 | 不明         | 8-9発/分    | 6-8発/分          | 4-9発/分                      | 5発/分                                | 6-12発/分                                    | 4発/分      | 4-8発/分     | 不明            | 7発/分       |
| 装填装置 | 自動アシスト | 自動        | 自動アシスト      | 自動アシスト                  | 自動                                  | 自動                                         | 自動        | 自動アシスト | 自動            | 自動アシスト |
| 装甲     | 不明         | ○           | △                 | △                             | ○                                     | ○                                            | ○           | ○            | ○               | △            |
| 備考     | [ 注 12 ]    |             | [ 注 13 ]         | [ 注 14 ]                     | [ 注 15 ]                             | [ 注 16 ]                                    |             |              | [ 注 17 ]       |              |

## 採用国
- ロシア